# Фёдоров, Константин Михайлович
Константин Михайлович Фёдоров (3 [15] июня 1866, Подольск — 4 октября 1947, Москва) — литературный секретарь Н. Г. Чернышевского. Редактор ашхабадской газеты «Закаспийского обозрения», в которой публиковал материалы о Чернышевском. Автор нескольких книг о Средней Азии.

## Биография
Родился 3 (15) июня 1866 года в Подольске. Из рабочей семьи. С 1870-х годах проживает в Астрахани. С 1 (13) марта 1886 года по 17 (29) октября 1889 года — секретарь Н. Г. Чернышевского. Принимал участие в написании таких работ Чернышевского, как перевод «Всеобщей истории» Георга Вебера и составлении «Материалов для биографии Н. А. Добролюбова». В 1889—1890 годах проживает в Саратове, после чего возвращается в Астрахань, где устраивается сотрудником газеты «Астраханский вестник». Через несколько лет переезжает в Ашхабад, где первоначально работает заведующим типографии, однако после её закрытия в январе 1895 года начинает издавать собственную газету «Закаспийского обозрения» с приложениями на русском и персидском языках. В конце 1904 года издал одну из первых биографии Н. Г. Чернышевского — книгу «Жизнь русских великих людей. Н. Г. Чернышевский» (переиздана летом 1905 года в Петербурге). в 1912 году переезжает в Ташкент, где организует издание газеты «Туркестан» (закрыта через восемь месяцев, возобновлена только в 1916 году). С 1918-23 годах сотрудничал в ряде периодических изданий Туркестана, параллельно участвуя в организации Главного Средне-Азиатского естественно-исторического музея и работе Центрального архивного управления Туркестанских республик.
В 1926-34 годах — сотрудник музея при Институте Маркса-Энгельса-Ленина. С 14 ноября 1941 года работал в музее Чернышевского в Саратове. В мае 1944 года вернулся в Москву, где скончался в 4 октября 1947 года.

## Награды
- орден Трудового Красного Знамени (31.07.1946)

## Книги
- Закаспийская область. Асхабад, 1901. 275 с. разд. паг., 24 л. ил. 2-е изд. 1902.
- Ахал-текинская экспедиция 1880—1881 г. г. Геок-тепинский бой. М. Д. Скобелев. Асхабад, 1904. [5], 32, 4 с., 8 л. ил. Восточная литература. Дата обращения: 12 февраля 2011.
- Н. Г. Чернышевский. Асхабад, 1904. [1], 73 с., 4 л. ил. 2-е изд. СПб., 1905.
- Нефтяная гора (Нефте-даг). Месторождения нефти в Закаспийской области. Асхабад, 1911. [1], 42 с., 6 л. ил.